# Elenito de los Reyes Galido
Elenito de los Reyes Galido (ur. 18 kwietnia 1953 w Managok, zm. 5 grudnia 2017 w Iligan) – filipiński duchowny katolicki, biskup Iligan w latach 2006-2017.

## Życiorys
Święcenia kapłańskie przyjął 25 kwietnia 1979 i został inkardynowany do diecezji Malaybalay. Po święceniach został ojcem duchownym diecezjalnego seminarium, zaś w latach 1982-2000 pełnił funkcję wikariusza generalnego. Pracował także jako rektor części filozoficznej seminarium oraz jako dyrektor instytutu katechetycznego w Bukidnon. W 2000 wyjechał do Nowego Jorku i podjął studia na Uniwersytecie Fordham.
25 marca 2006 papież Benedykt XVI mianował go biskupem Iligan. Sakry biskupiej udzielił mu 8 września 2006 kard. Gaudencio Rosales.
Zmarł w szpitalu w  Iligan 5 grudnia 2017.